# Verónica González Sánchez
Verónica González Sánchez (León, Castilla y León, 26 de octubre de 1994) es una árbitra de fútbol español de la Primera División Femenina de España. Pertenece al Comité de Árbitros de Castilla y León.

## Trayectoria
Ascendió a la máxima categoría del fútbol femenino español el año 2017, cuando esta fue creada para que la Primera División Femenina de España fuera dirigida únicamente por árbitras.
Debutó el 9 de septiembre de 2017 en la Primera División Femenina en un Real Betis contra Rayo Vallecano (1–2).

## Temporadas
| Categoría        | País   | Año   |
| ---------------- | ------ | ----- |
| Primera División | España | 2017- |